# Diploglottis campbellii
Espèce
Classification phylogénétique
Statut de conservation UICN

 EN  : En danger
Diploglottis campbellii est un arbre des forêts du nord de la Nouvelle-Galles du Sud et du sud-est du Queensland. Atteignant jusqu'à 30 mètres de haut, il est devenu rare et menacé, limité à un petit nombre de sites, chacun avec un maximum de 3 arbres. Toutefois, il est facilement disponible dans les pépinières de la région.
Il a un tronc gris brun, les feuilles font de 10 à 35 cm de long, sont brillantes sur la face supérieure, d'un terne pâle sur la face inférieure.
Le type de l'inflorescence est une panicule atteignant jusqu'à 15 centimètres de long avec de petites fleurs crème, des fruits habituellement à 2 lobes, mais parfois à 1 ou 3 lobes (chaque lobe possédant une seule graine), glabre, rouge (rarement jaune) avec une capsule brune, sont mûrs de février à avril. Le fruit est comestible et a une saveur piquante. Il est utilisé dans les sauces et les conserves.

## Galerie

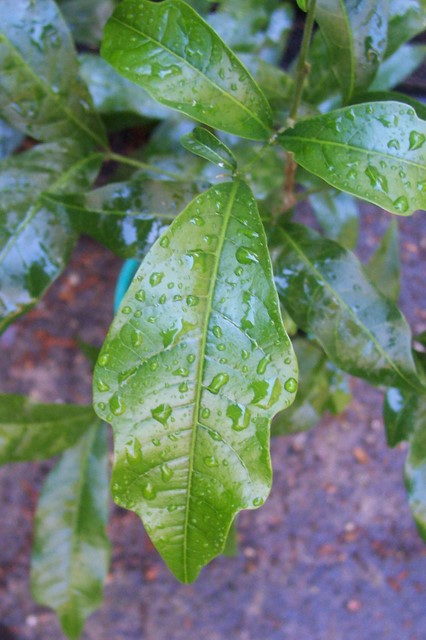
Jeunes feuilles
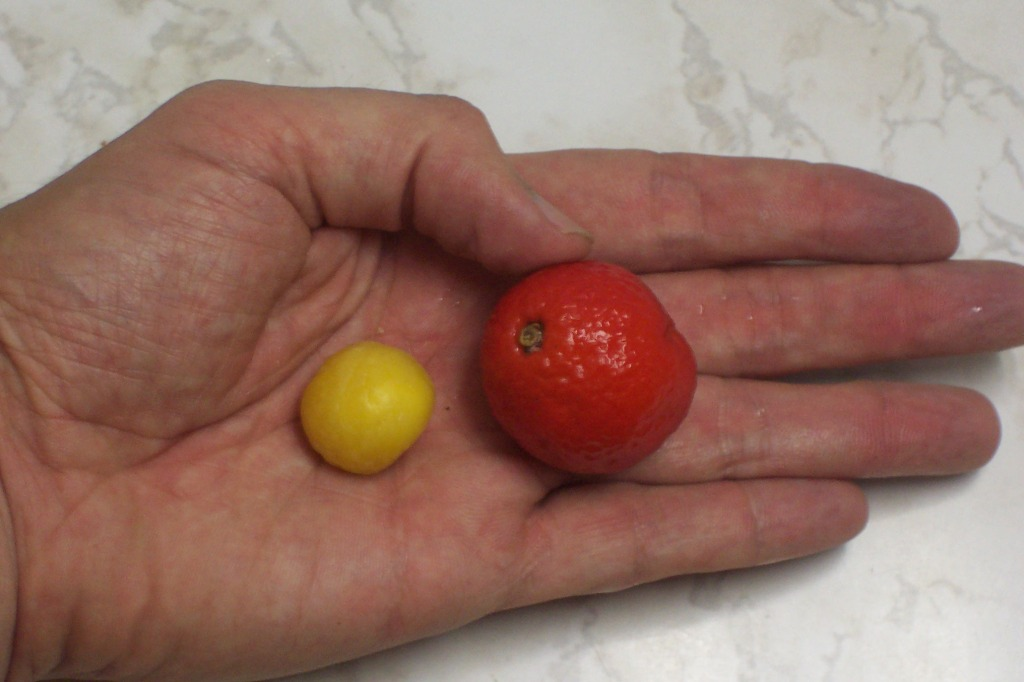
Fruits jaune et rouge
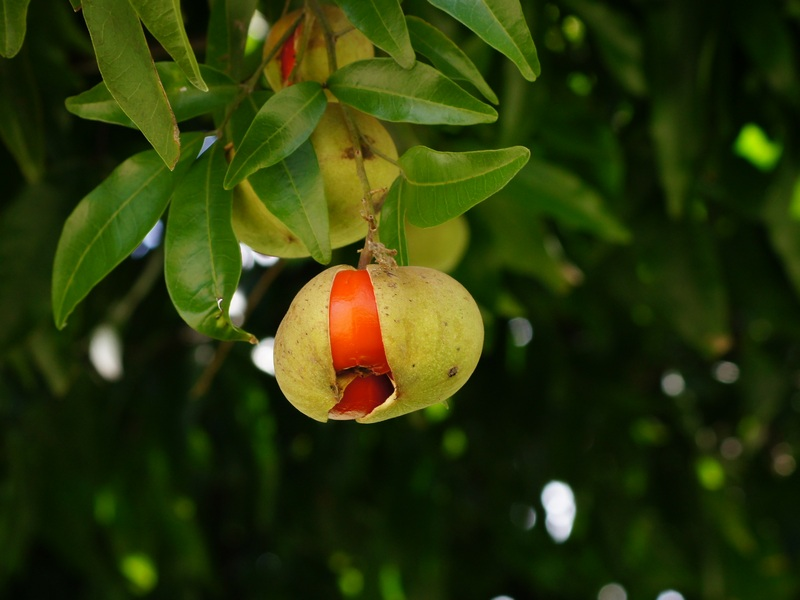
Fruits et feuilles

- (en) Cet article est partiellement ou en totalité issu de l’article de Wikipédia en anglais intitulé « Diploglottis campbellii » (voir la liste des auteurs).